# حرب الكتابة
حرب الكتابة: الخيال والجنس والذاكرة هو كتاب صدر عام 1991م عن الكاتبات وقصص الحرب والنقد الأدبي للأستاذة الأمريكية لين هانلي.
نص هانلي، الذي يجمع بين الخيال والمذكرات والنقد الأدبي، يفحص قصص حرب النساء. تجادل بأن الخيال ينظم ويشكل ويخلق الإدراك في نهاية المطاف، موضحة في مقدمتها أن «خيالاتنا لها قوة، فهي تشكل ذكرياتنا عن الماضي وتخلق ذكريات الماضي التي لم نشهدها من قبل، والتجارب التي لم تكن بعيدة مثل أي شيء آخر. هذا ما حدث لنا من قبل. وقد يكون لروايات التجارب الغريبة هذه القوة الأكبر علينا جميعًا، لأننا لا نستطيع تحدي أصالتها بأدلة حواسنا». وهكذا تبدأ نصها بنقد لبول فوسيل الحرب العظمى والذاكرة الحديثة (1975) باعتبارها ضيقة جدًا في رؤيتها للحرب (تركز بشكل أساسي على تجارب المقاتلين الذكور). على النقيض من ذلك، من خلال تجاور السرد والنقد (على وجه الخصوص، تحليل ثلاث غينيس لفيرجينيا وولف وأعمال جوان ديديون ودوريس ليسينج)، تقدم هانلي صورًا لنساء تزعم أنها ستحل «محل الجندي باعتباره لسان حال الحرب. تفترض القصص أن النساء والأطفال وغير المقاتلين والعدو لديهم خبرة في الحرب تستحق روايتها وتذكرها مثل قصة أي جندي».